# Janssons frestelse

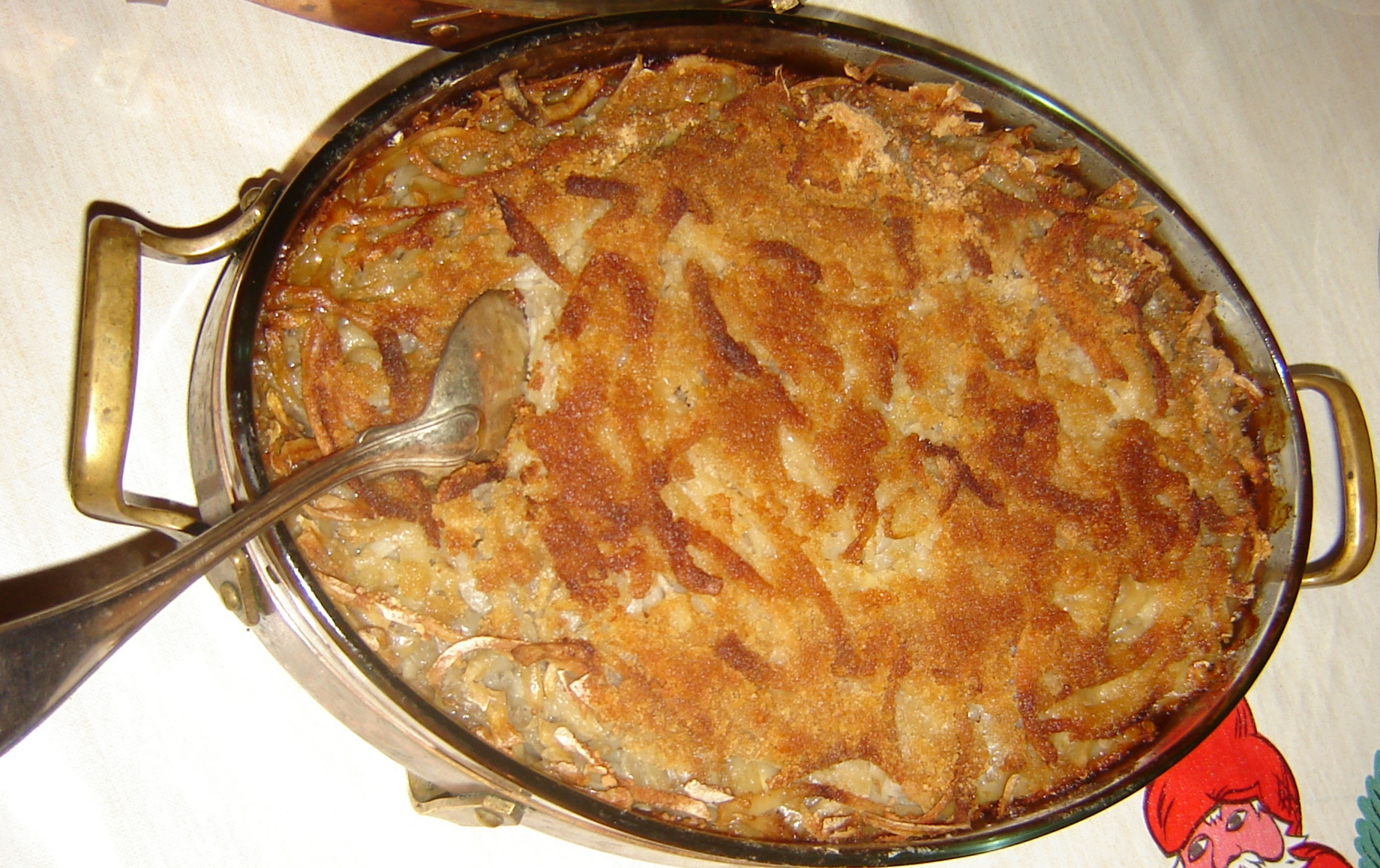
Frisches Janssons frestelse

Janssons frestelse (schwed. „Janssons Versuchung“) ist ein in ganz Schweden bekannter und beliebter Auflauf. Er wird aus Kartoffeln, Zwiebeln, schwedischen Anchovisfilets (schwedisch ansjovis) und Sahne hergestellt. Der Auflauf gehört in Schweden zu einem typischen Weihnachtsessen, wird aber auch über das ganze Jahr gegessen. In Finnland kennt man das gleiche Gericht unter dem Namen Janssonin kiusaus.

## Zubereitung

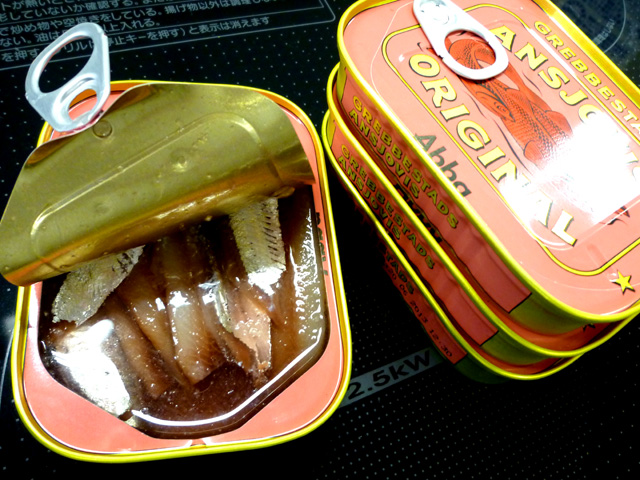
Unechte Anchovis (schwed. Ansjovis), wie sie für Janssons frestelse verwendet werden sollten

Die möglichst mehlig kochenden Kartoffeln werden dafür in ganz feine Stifte zerteilt und roh belassen, während die Zwiebeln in Scheiben bzw. Ringe geschnitten und dann vorzugsweise in Butter glasig geschmort werden. Je nach Vorliebe kann man auch einige Scheibchen Knoblauch unter die Zwiebeln mischen, der Knoblauch sollte später jedoch eher zu ahnen als zu schmecken sein. Danach schichtet man die eine Hälfte der Kartoffeln, die Zwiebeln, die abgegossenen Anchovisfilets und die andere Hälfte der Kartoffeln übereinander in eine Auflaufform, würzt dabei jeweils etwas vorsichtig (wegen der nicht gerade milden Anchovis) mit Salz und dafür lieber großzügiger mit frisch gemahlenem weißen Pfeffer, übergießt alles reichlich mit frischer Sahne (die man auch mit der abgegossenen Flüssigkeit der Anchovis mischen kann), garniert mit Paniermehl und Butterflocken und lässt das Gericht dann bei 200 °C im vorgeheizten Backofen mindestens 45 Minuten garen, bis die Oberfläche je nach Geschmack goldbraun bis dunkelbraun geworden ist. Abschließend wird noch etwas frisch gehackte Petersilie über die Speise gestreut und „Janssons Versuchung“ heiß serviert.
Da in Deutschland pikant eingelegte Anchovisfilets – in Schweden traditionell aus skarpsill (deutsch „Europäische Sprotte“ oder „Sprott“, „Brisling“ bzw. „Breitling“; Sprattus sprattus balticus) hergestellt – häufig mit gesalzenen Sardellenfilets verwechselt werden, ist es nicht leicht, an den richtigen Fisch zu gelangen. Um das klassische schwedische Essen aber nicht durch derartige Produkte zu verfälschen, sollte man auf ein Anchosen-Halbkonserven-Produkt wie den sogenannten Appetitsild aus Sprotten respektive Kräutersprotten zurückgreifen.

## Variationen
Werden Bücklinge statt Anchovisfilets verwendet, dann wird das entsprechende Gericht in Schweden als Karlssons frestelse (deutsch „Karlssons Versuchung“) bezeichnet. Und ganz ohne Fisch heißt es dort Svenssons frestelse (deutsch „Svenssons Versuchung“).

## Umstrittene Herkunft der Bezeichnung
Einigen Quellen zufolge wird das Gericht dem Opernsänger Per Adolf „Pelle“ Janzon (1844–1889) zugeschrieben, der dafür bekannt wurde, eine Sexa mit Bier, Schnaps und Sardellengratin zu servieren, woraus sich der Name Janzons Versuchung für diese Art von Gratin ergeben haben könnte.
Die Schwedische Akademie für Gastronomie erklärte den Namen im Gastronomischen Kalender von 1989 anders. Eine Frau aus Östermalm, Elvira Stigmark (1886–1953), hätte die Köchin Sofie Pauline Brogårde veranlasst, den Sardellenauflauf Janssons Versuchung nach einem gleichnamigen Film (aus dem Jahr 1928) zu benennen. In dem Film hatte Stigmarks Lieblingsschauspieler Edvin Adolphson die Hauptrolle. Stigmark war mit einigen Freunden im Kino gewesen (sie hatten gerade den Film Janssons Versuchung gesehen), und bei der anschließenden Totenwache hatte man ihnen ein warmes Sandwich mit Salzkartoffeln, einem Ei und zwei kreuzweise angeordneten Sardellenfilets angeboten.
Im Jahrbuch des Hembygdsförbund von Södermanland aus dem Jahr 1945 wird auch über die Familie Jansson aus der Gemeinde Dunkers berichtet, die in den Hungerjahren 1867–1869 die Menschen zu einem Festmahl in ihr Haus einlud. Um die spärlichen Zutaten aufzubessern, bereitete Frau Jansson einen großen Auflauf aus Kartoffeln, Sardellen und Zwiebeln mit Milch zu. Dies wurde im Volksmund als Janssons Versuchung bekannt.